# 戸川安昶
戸川 安昶（とがわ やすてる、宝暦6年（1756年） - 天明6年10月8日（1786年10月29日））は、江戸時代中期の幕臣（旗本）。通称は隼人、のち内蔵助。
下野壬生藩の譜代大名である鳥居忠意の十男として生まれ、先代・安熈の養子となる。安永6年（1777年）養父の死により家督を相続する。
在世中は、天明元年（1781年）5月21日の高梁川増水による水害で領内の田畑が冠水し、翌天明2年（1782年）も米・綿ともに不作となるに至り、領主米の支給（拝借米）をせざるを得なくなり、天明3年（1783年）市場村の44人（早島町市場）に9石・無津村の22人（早島町無津）に3石・塩津村の25人（早島町塩津）に5石支給した。
天明6年10月8日没。跡目は子の安悌が継いだ。

## 系譜
- 父：鳥居忠意
- 母：伊藤氏
- 養父：戸川安熈
- 妻：藤井忠徹の娘
  - 男子：戸川安悌